# Ramariopsis citrina
Ramariopsis citrina är en svampart som beskrevs av Schild 1971. Ramariopsis citrina ingår i släktet Ramariopsis och familjen fingersvampar.   Inga underarter finns listade i Catalogue of Life.